# آنومالوکاریس ۸۵۶۴
سیارک ۸۵۶۴ (به انگلیسی: 8564 Anomalocaris، نامگذاری:1995UL3) هشت هزار و پانصد و شصت و چهارمین سیارک کشف شده‌است که در ۱۷ اکتبر ۱۹۹۵ کشف شد.
قدر مطلق سیارک برابر ۱۲٫۲۰ است.